# Michail Borissowitsch Schein
Michail Borissowitsch Schein (russisch Михаил Борисович Шеин, wiss. Transliteration Michail Borisovič Šein; * Ende 1570er in Moskau; † 1634 ebenda) war ein russischer Heerführer, Staatsmann und Bojare. In der Regierungszeit des Zaren Wassili Schuiski zeichnete er sich im Kampf gegen Pseudodimitri I. und Iwan Bolotnikow aus, weshalb er 1607 zum Woiwoden der strategisch sehr wichtigen Stadt Smolensk an der Grenze zu Polen-Litauen ernannt wurde. 
Nach dem Ausbruch des polnisch-russischen Krieges 1609–1618 begannen die Truppen des polnisch-litauischen Königs mit der Belagerung von Smolensk. Die Garnison des Smolensker Kremls unter der Leitung von Schein wehrte 20 Monate lang die Angriffe des Gegners ab, auch nachdem 1610 Wassili Schuiski in Moskau gestürzt worden war und die Polen in der Hauptstadt einmarschierten. Erst im Sommer 1611 fiel Smolensk in polnische Hände, nachdem fast alle Verteidiger gefallen waren. Schein wurde gefangen genommen und verbrachte die nächsten neun Jahre in polnischer Gefangenschaft. Nach seiner Rückkehr 1620 nach Moskau bekleidete er verschiedene Ämter und leitete unter anderem den Wiederaufbau des russischen Artilleriewesens.
Als 1632 der Smolensker Krieg begann, wurde Schein vom Zaren Michael I. zum Oberkommandierenden des russischen Heeres ernannt. Das Heer konnte zahlreiche russische Städte von den Polen befreien, die Belagerung von Smolensk entwickelte sich allerdings weniger erfolgreich. Zu den Gründen zählte unter anderem, dass die mit den Polen verbündeten Krimtataren die Südgrenzen Russlands angriffen und zahlreiche Soldaten in Scheins Heer zum Schutze ihrer Familien und Anwesen in die betroffenen Gebiete eilten. Als vor der Stadt schließlich Władysław IV. Wasa mit der Entsatzarmee erschien, wurden Scheins Truppen nach und nach eingekreist. Schließlich musste der erfahrene Feldherr, dem ein Rückzug bis zuletzt verboten war, kapitulieren. Zurück in Moskau, wurde Schein des Hochverrats angeklagt und auf dem Roten Platz hingerichtet.